# Lithacodes fasciola
Lithacodes fasciola är en fjärilsart som beskrevs av Herrich-Schäffer 1854. Lithacodes fasciola ingår i släktet Lithacodes och familjen snigelspinnare. Inga underarter finns listade i Catalogue of Life.

## Bildgalleri

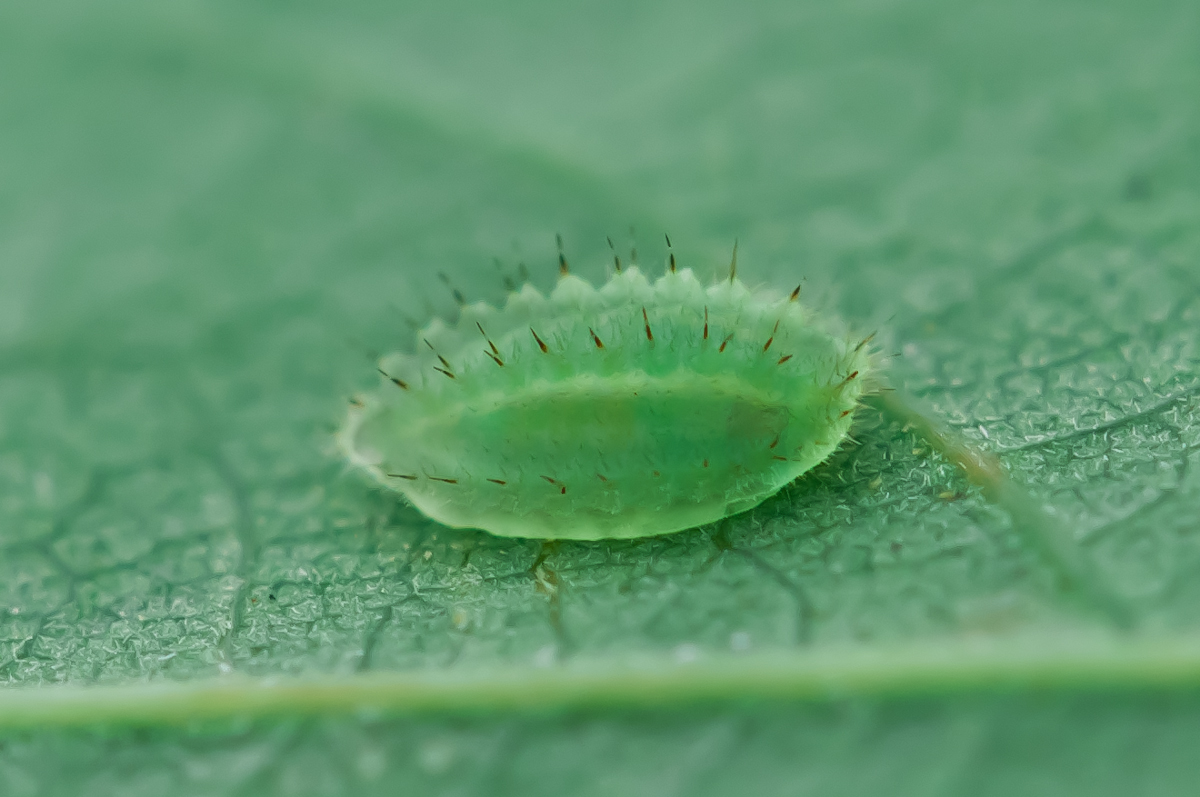
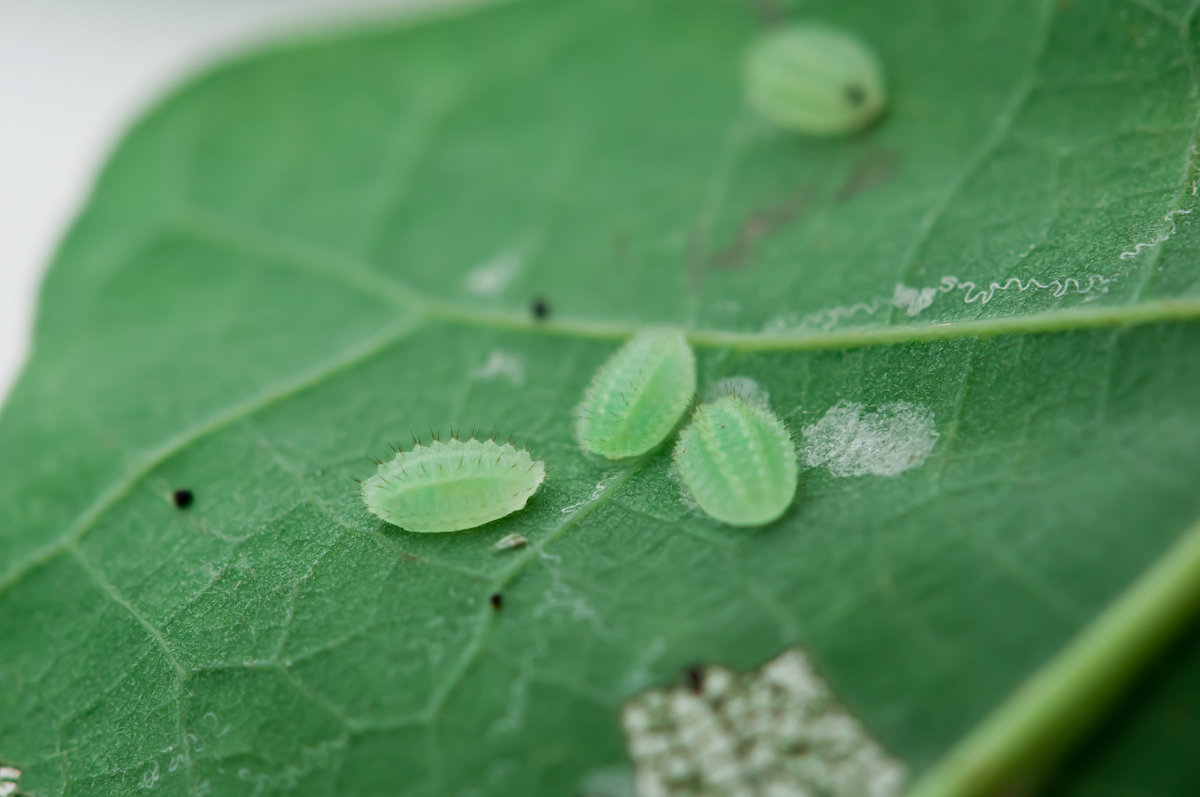
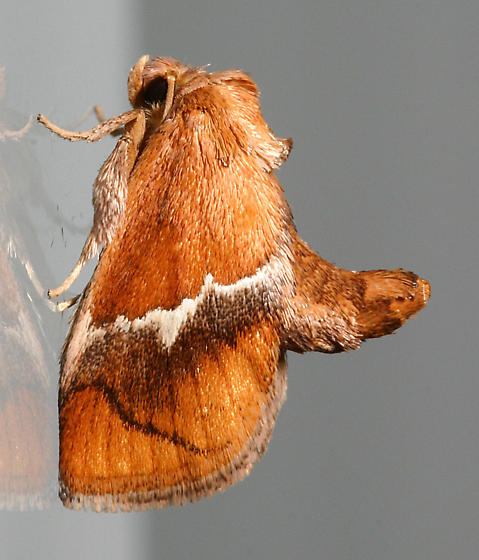
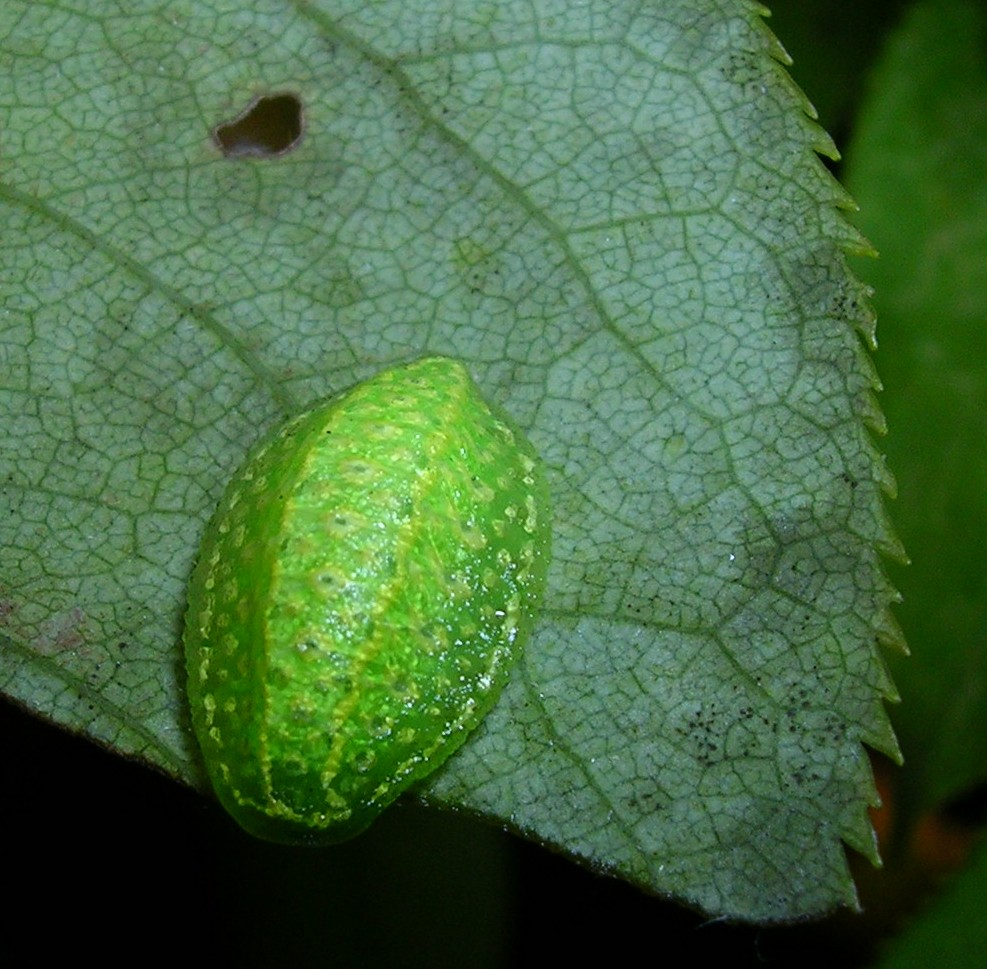
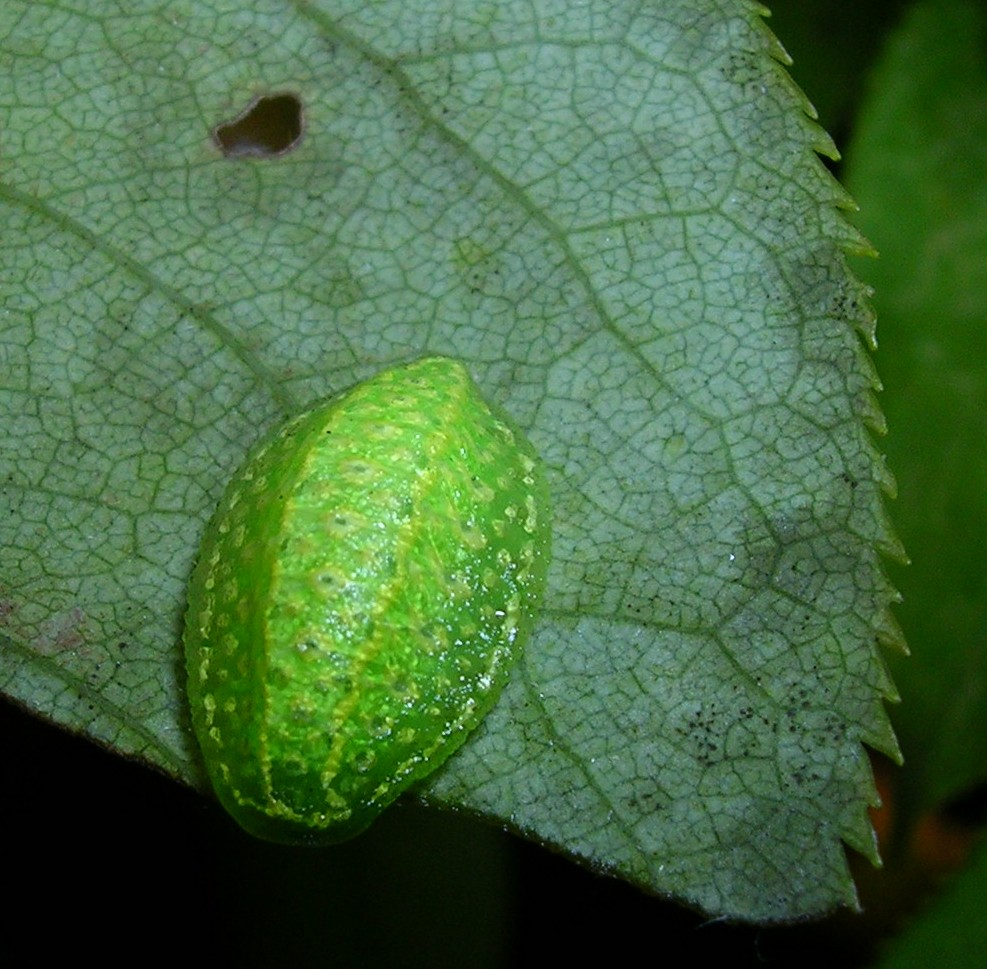
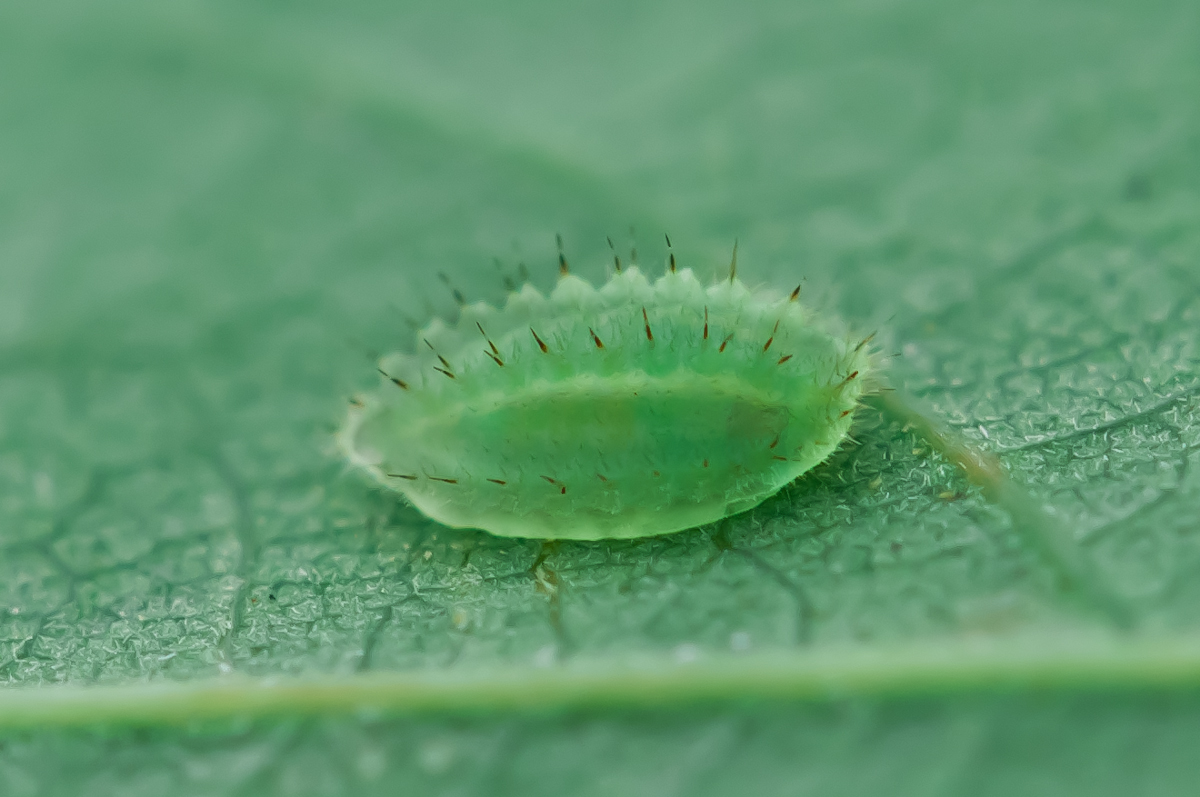